# 小島彌太郎

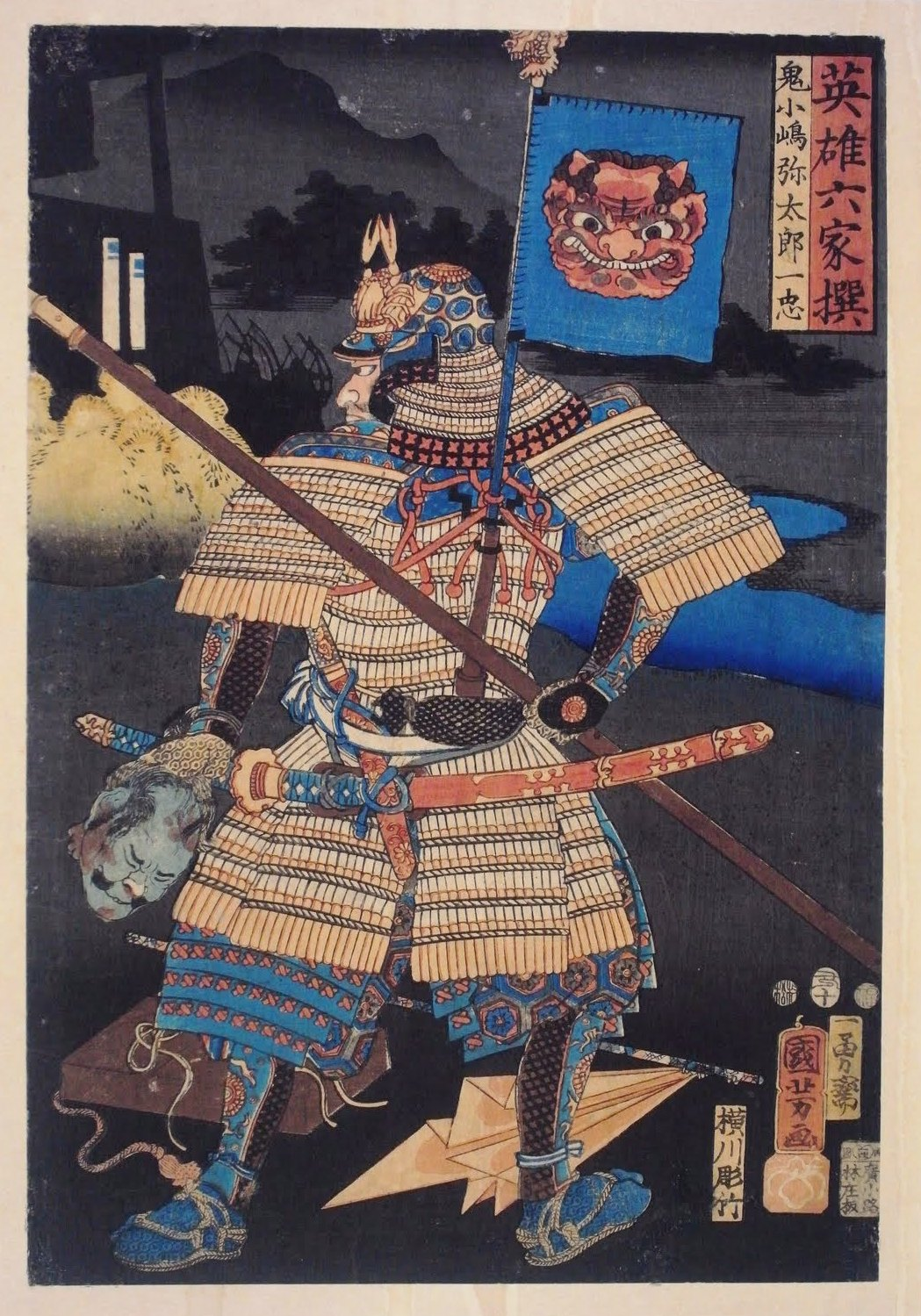
『英雄六家撰　鬼小嶋彌太郎一忠』（歌川國芳畫）

小島彌太郎／小島貞興（生年不詳－沒年不詳）是日本戰國時代武將。上杉氏的家臣。諱是一忠（勝忠）。通稱慶之助。
出生在妙高高原周邊，自上杉謙信年幼時即仕奉在旁，強力無雙的豪傑，被稱為「鬼小島」而令人畏懼。在『繪本甲越軍記』中，以「鬼小島彌太郎」之名登場並作為使者前往織田陣營。

## 生平
彌太郎的名字在上杉氏的軍役帳和名簿中沒有記載，因此被懷疑是否真實存在。因為上杉家中以小島為姓的人物相當多，所以有說法指這是虛構人物。但是關於他的傳説有很多：懲罰足利義輝飼養的大猿（與太田道灌同様的逸話）、擊退襲擊甲斐武田家使者的猛犬、山縣昌景在川中島之戰中讚賞彌太郎為「華實兼備的勇士」（花も実もある勇士）（山縣在與彌太郎單挑期間，看到武田信玄嫡男義信陷入苦戰，於是向彌太郎請求「我想救主君的公子脫離險境，這場勝負先擱下吧」（主君の御曹司の窮地を救いたい為、勝負を預けたい），因為彌太郎很快答應，昌景感其恩義而發言。出自『甲越信戰錄』），有著多姿多彩的故事流傳於世。
傳説中彌太郎是乙吉城城主（長岡市）。彌太郎的墓地理應亦在此地，但是反而是在長野縣飯山市的英岩寺。而且在鬼小島彌太郎戰死之地長岡市（舊栃尾市）大野的天神山亦有墓地。

## 登場作品
電視劇
- 『天與地』（1969年，NHK大河劇，演員：市村竹之丞（五代目中村富十郎））
- （1991年，TBS電視台，演員：清水健太郎）
- （1992年，日本電視台，演員：山城新伍）
- 『天與地』（2008年，朝日電視台，演員：的場浩司）